# Elfs (Terra Mitjana)

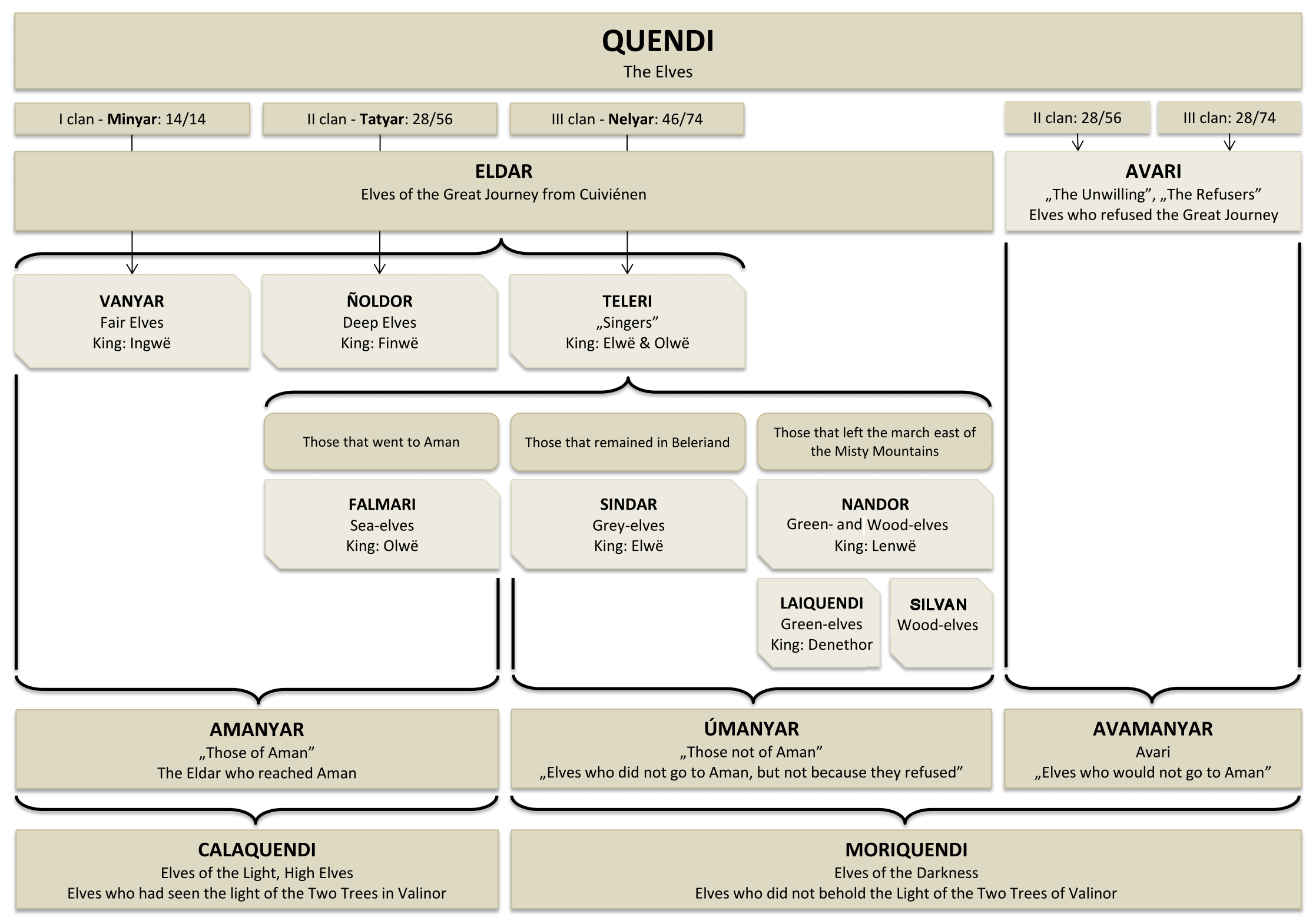
Separació dels Elfs i noms de llurs divisions

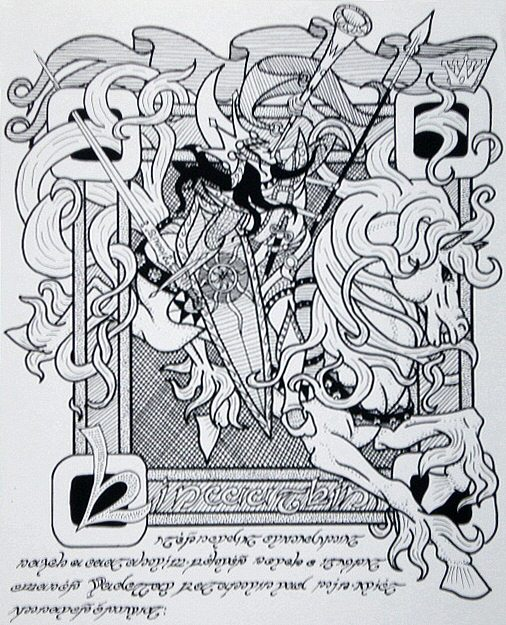
La cavalcada de Fingolfin, elf Noldor, per anar a enfrontar-se a Mórgoth il·lustrada per Tom Loback

Els elfs de Tolkien són éssers immortals creats per Eru per ser els primers habitants de la Terra Mitjana, d'aquí que rebin el nom dels Primers nascuts.
Els elfs, nascuts a les ribes del llac Cuiviénen durant els dies dels dos arbres, són anomenats en Quenya com a Quendi.
Destinats a viure a la vora dels Valar, els Quendi foren cridats per aquests a traslladar-se a Aman, però alguns d'ells preferiren no moure's del lloc que els havia vist néixer. Els que no marxaren són coneguts amb el nom d'Avari, els desinclinats, mentre que els que marxaren són coneguts com a Eldar.
El grup dels Eldar es dividia en tres grans cases, la dels Vanyar encapçalada per Ingwë, la dels Noldor encapçalada per Finwë i la dels Teleri encapçalada inicialment per Elwë.
Durant el viatge però, una part dels Teleri, que serien anomenats Nándor o Laiquendi, abandonà la seva host per quedar-se a Ossíriand. Més endavant, en terres de Beleríand, Elwë conegué na Mèlian la Maia i s'instal·là amb ella a Doriath, juntament amb altres elfs de la seva casa. El seu germà Olwë passà a encapçalar els Teleri que seguiren la marxa. Arribats a les costes, alguns Teleri, entre els que cal contar en Círdam de Mithlond, decidiren esperar Elwë, ignorant que aquest mai emprendria el gran viatge a Aman. La gent d'Elwë i de Círdam són els que formarien amb el temps el poble dels Síndar, els elfs grisos, i principals habitants de la Terra Mitjana des de la Primera fins a la Tercera Edat. Círdam era un dels elfs que tenia un anell dels que va crear en Sàuron. Círdam vivia vora la mar, i tot i que semblava un vell pacífic, tenia una aura aterridora. L'anell que ell tenia li va donar a en Gandalf. Va ser membre del consell blanc i va lluitar per a treure en Sàuron del bosc. Va marxar a l'últim viatge.
Així, una part dels Teleri i tots els Noldor i els Vanyar arribaren a veure la llum dels arbres d'Aman, fet pel que són coneguts com a Calaquendi, els Elfs de la Llum, mentre que els elfs que no arribaren mai a veure la llum dels arbres, són coneguts com a Moriquendi, els Elfs de la Foscor, Avari inclosos.
Una darrera diferència distingeix d'entre els Moriquendi, els elfs que emprengueren el gran viatge, els Úmanyar, dels que romangueren a Cuiviénen, els Avari. Els Moriquendi mai assoliren el nivell de desenvolupament físic i cultural dels Calaquendi, sota la influència dels Valar.
Morfològicament, totes les famílies d'elfs tenen en comú una alçada considerable i una constitució fina. Els Calaquendi reflecteixen en el seu rostre la Llum dels arbres d'Aman.